# Greg Lynn
Greg Lynn (North Olmsted, 1964) es un arquitecto estadounidense, fundador y propietario de la oficina Greg Lynn FORM. Profesor universitario en el Instituto de Arquitectura de la Universidad de Artes Aplicadas de Viena y también profesor en la Escuela de Artes y Arquitectura de la UCLA. Es director ejecutivo y cofundador de la empresa de robótica con sede en Boston Piaggio Fast Forward. Ganó un León de Oro en la Bienal de Arquitectura de Venecia de 2008. En 2010, Lynn fue nombrado miembro de United States Artists. Es miembro del consejo de administración del Centro Canadiense de Arquitectura.

## Biografía
Lynn nació en North Olmsted, Ohio, y dice que siempre quiso ser arquitecto. "Cuando tenía doce años, ya podía dibujar en perspectiva y dibujar proyecciones axonométricas ", dice Lynn. “En la escuela secundaria, alguien enseñó a dibujar y el primer día de clase vieron que podía hacer todos estos los dibujos. Empecé a elegir objetos de formas extrañas como conos roscados e intentaba dibujarlos en una perspectiva de dos puntos. Empecé a dibujar como deporte."
Lynn se graduó cum laude de la Universidad de Miami en Ohio con títulos en arquitectura y filosofía y de la Escuela de Arquitectura de la Universidad de Princeton con una Maestría en Arquitectura.
Se distingue por su uso del diseño asistido por computadora para producir formas arquitectónicas biomórficas irregulares, ya que propone que con el uso de computadoras, el cálculo se puede implementar en la generación de expresión arquitectónica.
Lynn ha escrito extensamente sobre estas ideas, primero en 1993 como editor de un número especial de Architectural Design llamado "Folding in Architecture". En 1999, su libro Animate FORM, financiado en parte por la Fundación Graham, se centró en el uso de software de animación y gráficos en movimiento para el diseño. Su libro, Folds, Bodies & Blobs: Collected Essays, contiene el ensayo republicado en la revista ANY "Blobs, or Why Tectonics is Square and Topology is Groovy"  en el que acuñó el término "arquitectura de manchas" más tarde para convertirse en " blobitecture " popularizado en un artículo de la revista New York Times " On Language : Defenestration" de William Safire.  El libro de 2008 Greg Lynn FORM, editado con Mark Rappolt, incluye contribuciones de sus colegas, colaboradores y críticos, incluidos Ross Lovegrove, Jeffrey Kipnis, Chris Bangle, Sylvia Lavin, Imaginary Forces, Peter Schröder, Bruce Sterling, JG Ballard, Brian Goodwin y Ari Marcopoulos.
Fue uno de los primeros maestros en explorar el uso de la tecnología digital para el diseño y la construcción de edificios cuando enseñaba "Paperless Studios" con Hani Rashid y Stan Allen, mientras que Bernard Tschumi era decano de la Escuela de Graduados de Arquitectura, Planificación y Preservación de Columbia de 1992 a 1999.
Fue profesor de concepción y exploración espacial en la Facultad de Arquitectura de ETH Zurich de 1999 a 2002 y fue profesor invitado de Davenport en la Escuela de Arquitectura de Yale de 1999 a 2016.
La Iglesia Presbiteriana de Nueva York de Lynn en Queens, Nueva York, con Douglas Garofalo, Michael McInturf fue uno de los primeros proyectos en que utilizó software de animación basado en vectores en su concepción del diseño.  Fue perfilado por la revista Time en su proyección de los innovadores del siglo XXI en el campo de la arquitectura y el diseño. 
Los últimos trabajos de Lynn comienzan a explorar cómo integrar la estructura y la forma, ya que descubrió que algunas formas biomórficas son inherentemente resistentes a la carga.
A menudo experimenta con métodos de fabricación de las industrias aeroespacial, de construcción de barcos y de automóviles en sus instalaciones, como las velas de cristal de Swarovski y el HSBC Designers Lounge para 2009 Design Miami, la instalación Bubbles in the Wine en el Grimaldi Forum de Mónaco, 1999 The Predator en el Wexner Center for the Arts con Fabian Marcaccio, 2002 Expansión de la instalación Gap en Eigelstein 115 (Martin Rendel y René Spitz) con Ross Lovegrove y Tokujin Yoshioka, y en sus proyectos de diseño industrial como las torres de té y café Alessi de titanio superformadas de 2003 y la Silla Ravioli para Vitra. Trabajando con Panelite, su estudio inventó un ladrillo de plástico hueco llamado Blobwall y, utilizando un enfoque de reciclaje para el diseño y los materiales, está reutilizando los juguetes de los niños como ladrillos de construcción para muebles de juguetes reciclados, y una fuente de juguetes en el Museo Hammer. escaneando juguetes de plástico rotomoldeados, componiéndolos en una computadora, cortándolos con un enrutador CNC de cinco ejes y ensamblándolos en objetos monolíticos soldados. The Bloom House incluye elementos interiores curvilíneos y ventanas, construidos en plástico, fibra de vidrio y madera, todos utilizando un software y máquinas controladas por CNC para su fabricación.

## Publicaciones
- Animate FORM, Princeton Architectural Press, Nueva York, 1999 y 2011ISBN 978-1568980836
- Folding in Architecture: Architectural Design Profile 102, Academy Editions, Londres, 1995ISBN 978-0470092187
- Folds, Bodies & Blobs: Collected Essays, La Lettre volée, Bruselas, 1998ISBN 978-2873170684
- Archaeology of the Digital, coeditor de Sternberg Press con el Centro Canadiense de Arquitectura, 2013ISBN 978-3-943365-80-1
- Greg Lynn FORM, con Mark Rappolt, Rizzoli International Publications, Nueva York, 2008ISBN 978-0-8478-3102-9
- Registro 36: Robolog, con Cynthia Davidson, Cualquier Corporación, Nueva York, 2016ISBN 978-0-9907352-4-3
- Compuestos, superficies y software: arquitectura de alto rendimiento, con Mark Foster Gage, Escuela de Arquitectura de Yale, New Haven, 2011ISBN 978-0-393-73333-4
- Laboratorios de arquitectura, con Hani Rashid, NAI Publishers, Rotterdam, 2003ISBN 978-9056622411
- Arquitectura para una vivienda embriológica, revolución informática en arquitectura
- Complejidad, con Claudia Gould, ICA Filadelfia, 2003ISBN 978-0884541028

## Exhibiciones
- Otras odiseas espaciales: Greg Lynn, Michael Maltzan, Alessandro Poli, Montreal, Canadian Centre for Architecture, del 8 de abril al 19 de septiembre de 2010
- Arqueología de lo Digital, Centro Canadiense de Arquitectura, Montreal, 7 de mayo al 13 de octubre de 2013
- Close-Up, Instituto de Arquitectura del Sur de California, Los Ángeles, 11 de marzo al 29 de mayo de 2016 (incluye proyectos de Greg Lynn)
- A New Sculpturalism: Contemporary Architecture from Southern California, Museo de Arte Contemporáneo, Los Ángeles, 16 de junio al 16 de septiembre de 2016 (incluye 11 proyectos de Greg Lynn FORM)
- Arqueología de lo digital: complejidad y convención, Escuela de Arquitectura de Yale